# LOVE SCULPTURE
『LOVE SCULPTURE』（ラブ・スカルプチャー）は、カーネーションの10枚目のアルバム。2000年2月19日に日本コロムビアより発売。2009年12月9日にDeluxe Editionとしてボーナスディスクと2枚組で再発売。通称：ラブスカ。

## 概要
前作から方向性がよりポップになった作品。本作からヴォーカル・直枝政太郎が本名「直枝政広」名義で活動している。前作に引き続き、上田ケンジがプロデュースに関わる。
本作の後、音楽性の違いによりメンバーの棚谷祐一と鳥羽修が脱退したため、5人が揃うのはこのアルバムで最後となり、日本コロムビアでのオリジナルアルバムも最後である。
アナログ盤の『LOVE SCULPTURE II』が2000年4月21日に発売されている。アルバムタイトルは「愛の彫刻」という意味。

## 収録曲

### Disc1
1. MOTORCYCLE&PSYCHOLOGY
2. FUNNY
3. 幻想列車
4. 流星のピリオド
5. 恋するためにぼくは生まれてきたんだ
6. 蜘蛛のブルーズ
7. LEMON CREME
8. センチメンタル
9. 壊れた船
10. REAL MAN
シングルはタワーレコード渋谷店で週間チャート1位を獲得している。曲名は直枝の愛聴するトッド・ラングレンの「REAL MAN」と同名である。
11. Forever Love
豊田道倫のカバー。
12. LOVE SCENE

### Disc2
1. YOUNG WISE MEN（Tokyo Twilight Shuffle Version）
2. ぬけがらとかげろう
3. 春よ来い
はっぴいえんどのカヴァー。
4. はいからはくち
はっぴいえんどのカヴァー。
5. 抱きしめたい
はっぴいえんどのカヴァー。
6. OH MY GOD!
7. ラビット
8. LOVE SCENE（Instrumental）
9. きみのために運をつかいはたそう（Home Demo）
10. FUNNY（Home Demo）
11. 幻想列車（Home Demo）
12. LEMON CREME（Home Demo）
13. ぬけがらとかげろう（Home Demo）
14. 蜘蛛のブルーズ（Home Demo）
15. OH MY GOD!（Home Demo）
16. 壊れた船（Home Demo）

## LOVE SCULPTURE II
A side
1. 幻想列車
2. MOTORCYCLE&PSYCHOLOGY
3. ぬけがらとかげろう
4. Forever Love
5. はいからはくち

B side
1. 抱きしめたい
2. OH MY GOD!
3. ラビット
4. LOVE SCENE（Instrumental）